# 98 Dywizja Piechoty (III Rzesza)
98 Dywizja Piechoty (niem. 98. Infanterie-Division) – niemiecka dywizja z czasów II wojny światowej, sformowana na mocy rozkazu z 18 września 1939, w 5. fali mobilizacyjnej na poligonie Grafenwöhr w XIII Okręgu Wojskowym.

## Struktura organizacyjna
- Struktura organizacyjna we wrześniu 1939:

282., 289. i 290. pułk piechoty, 198. pułk artylerii, 198. batalion pionierów, 198. oddział rozpoznawczy, 198. oddział przeciwpancerny, 198. oddział łączności, 198. polowy batalion zapasowy;
- Struktura organizacyjna w czerwcu 1944:

117., 289.i 290. pułk grenadierów, 198. pułk artylerii, 198. batalion pionierów, 98. batalion fizylierów, 198. oddział przeciwpancerny, 198. oddział łączności, 198. polowy batalion zapasowy;

## Dowódcy dywizji
- Generalleutnant Erich Schröck 21 IX 1939 – 11 IV 1940;
- Generalleutnant Herbert Stimmel 11 IV 1940 – 10 VI 1940;
- Generalleutnant Erich Schröck 10 VI 1940 – 30 XII 1941;
- Oberst (General) Martin Gareis 31 XII 1941 – 7 II 1944;
- Oberst (Generalleutnant) Reinhardt  8 II 1944 – 11 IV 1944;
- Generalmajor Otto Schiel 11 IV 1944 – 8 V 1945;